# Aegopinella forcarti
Aegopinella forcarti is een slakkensoort uit de familie van de Oxychilidae. De wetenschappelijke naam van de soort is voor het eerst geldig gepubliceerd in 1983 door Jungbluth.